# Butea superba
Butea superba, auch als Plossobaum bezeichnet, ist eine Pflanzenart in der Unterfamilie der Schmetterlingsblütler (Faboideae) innerhalb der Familie der Hülsenfrüchtler (Fabaceae). Sie ist im südlichen Asien und Südostasien beheimatet und wird als Heilpflanze genutzt. Das Artepitheton superba, lateinisch für stolz, prächtig, bezieht sich auf die prächtigen Blüten. Trivialnamen in den Heimatländern sind Chhola-Ki-Bel (Hindi), Chihunt (Hindi), Climbing Palas (Englisch), Palas Lata (Hindi).

## Beschreibung
Butea superba wächst als Liane und erreicht Wuchshöhen von bis zu 12 Meter. Die gefiederten Laubblätter bestehen aus verkehrt-eiförmig-rhombischen Blättchen, die 12 bis 30 cm lang und 10 bis 27 cm breit sind.
Butea superba bildet traubige Blütenstände. Die Blüten sind zygomorph. Die gelblich-orange farbenen Kronblätter sind 4 bis 6 cm lang und behaart. Die flachen, 13 bis 15 cm langen und 2,5 bis 5,5 cm breiten Hülsenfrüchte enthalten einen eiförmigen, abgeflachten Samen.
Die Chromosomenzahl beträgt 2n = 18.

## Verbreitung
Das natürliche Verbreitungsgebiet von Butea superba reicht von Sri Lanka, Indien, Laos, Myanmar, über Thailand, Kambodscha, China bis Vietnam und von Java bis zu den Philippinen.
In Indien kommt sie in Andhra Pradesh, Bihar, Dadra-Nagar-Haveli, Goa, Gujarat, Karnataka, Madhya Pradesh, Maharashtra, Orissa, Rajasthan, Tamil Nadu, Uttar Pradesh, West Bengal vor. Sie ist in den Wäldern der nördlichen und östlichen Regionen Thailand und entlang der Provinz Kanchanaburi verbreitet. Auf Mauritius ist sie ein Neophyt.

## Taxonomie
Butea superba wurde 1792 von William Roxburgh in Asiatic Researches, or Transactions of the Society und 1795 von William Roxburgh in Plants of the Coast of Coromandel Band 1 Teil 1, Tafel 22 publiziert. Jedoch war der Gattungsname ungültig publiziert. Als gültige Erstpublikation gilt die Beschreibung von 1802 bei Carl Ludwig Willdenow in Species Plantarum 4. Auflage Band 3 Teil 2, Seite 917. Synonyme für Butea superba Roxb. ex Willd. sind Plaso superba (Roxb. ex Willd.) Kuntze und Rudolphia superba (Roxb. ex Willd.) Poir.

## Verwendung
Einheimische behaupten, Butea superba habe eine potenzsteigernde Wirkung. Butea superba ist in den Wäldern Thailands weit verbreitet und erfreut sich aufgrund der angeblichen Verjüngungswirkung und der Steigerung der Libido großer Beliebtheit unter den thailändischen Männern.
Die knolligen Wurzeln von Butea superba beinhalten Flavonoide und flavonoide Glycoside als auch Sterine einschließlich β-Sitosterol, Campesterol und Stigmasterol.